# 05N-100 (route russe)
La route 05N-100 (en russe : 05Н-100), est une route régionale dans le kraï du Primorié en Extrême-Orient russe. Elle relie la route fédérale A370 dans la plaine du Khanka à l'ouest près du village d'Ossinovka jusqu'à Roudnaïa Pristan sur la côte de la mer du Japon à l'est, en traversant le Sikhote-Aline. Longue de 394 kilomètres, elle était dénommée A189 jusqu'au 31 décembre 2017.

## Itinéraire
Raïon de Mikhaïlovka
- Échangeur entre  (km 627) et 05N-100 près d'Ossinovka, km 1
- Ossinovka, km 4
- Intersection vers Danilovka, km 5
- Intersection vers Gornoïe et Gorbatka, km 15
- Ivanovka, km 25
- Intersection vers Nikolaïevka et vers Snegourovka, km 25
- Intersection vers Chiriaïevka, km 31
- Loubianka, km 36
- Intersection vers Tarassovka, km 36

Raïon d'Anoutchino, km 44
- Intersection vers Orlovka, km 53
- Intersection vers Tigrovi, km 50
- Intersection avec la 05K-102 vers Starovarvarovka, Sergueïevka, Ouglekamensk et Partizansk
- Novovarvarovka, km 69
- Intersection vers Grodekovo, km 73
- Anoutchino, km 74
- Rivière Arsenievka, km 76
- Starogordeïevka, km 84
- Novogordeïevka, km 87
- Taïojka, km 98
- Intersection avec la 05N-101 vers Snegourovka et Tchernigovka, km 103

Entrée dans Arseniev, km 104
- Rivière Datchnaïa, km 107

Raïon de Iakolevka, km 108
- Intersection vers Syssoïevka, Starossysoïevka et Arseniev, km 119

- Novossissoïevka, km 121La route dans le raïon de Iakolevka.
- Varfolomeïevksoïe, km 132

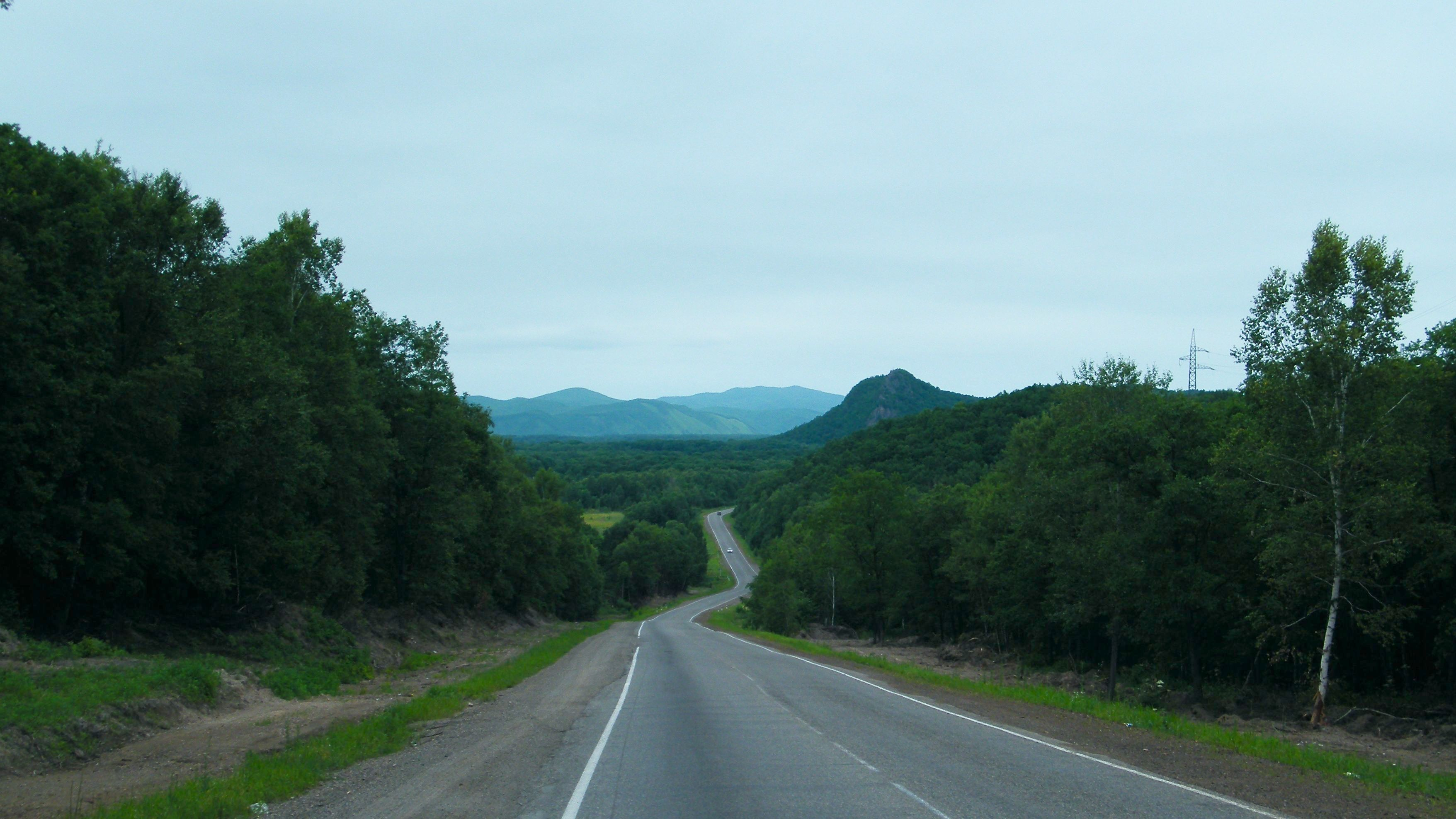
La route dans le raïon de Iakolevka.

- Intersection avec la 05N-303vers Spassk-Dalni, km 132
- Varfolomeïevka, km 135
- Dostoïevka, km 137La route à Dostoïevka
- Col Ielovi, km 155

Raïon de Tchougouïevka, km 160
- Col Kédrovi, km 166

- Rivière Oussouri, km 174

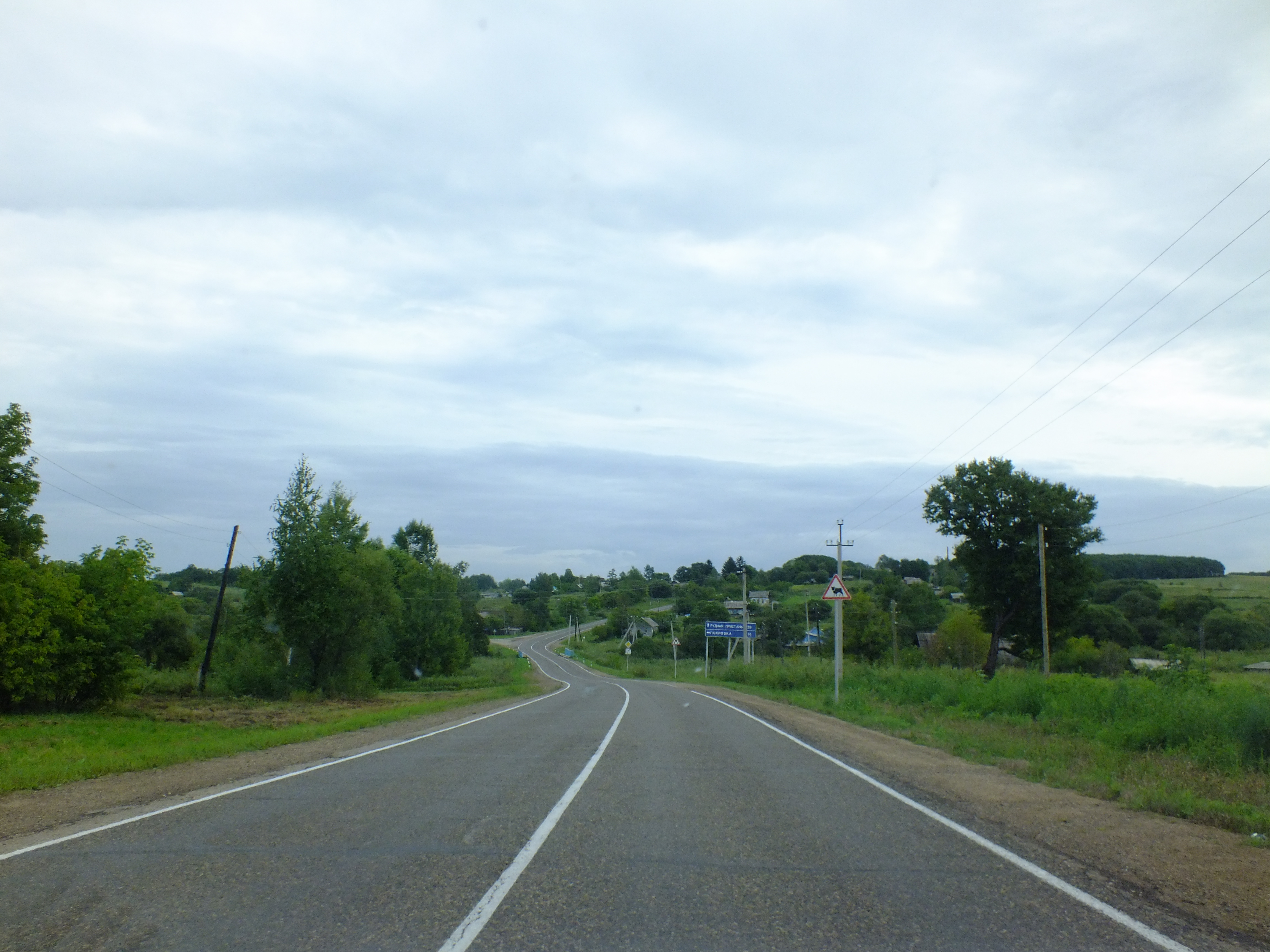
La route à Dostoïevka

- Intersection vers Novotchougouïevka et Tchougouïevka, km 176
- Novomikhaïlovka, km 177
- Kamenka, km 190
- Intersection vers Zametnoïe, km 190
- Varparkhovka, km 201
- Rivière Pavlovka, km 203
- Intersection avec la 05N-110 vers Dalneretchensk, km 132
- Ouborka, km 206
- Intersection vers Pavlovka, km 214
- Rivière Pavlovka, km 214
- Intersection vers Izoubrinoïe, km 228
- Antonovka, km 237
- Rivière Pavlovka, km 238
- Intersection vers Lenino, km 239

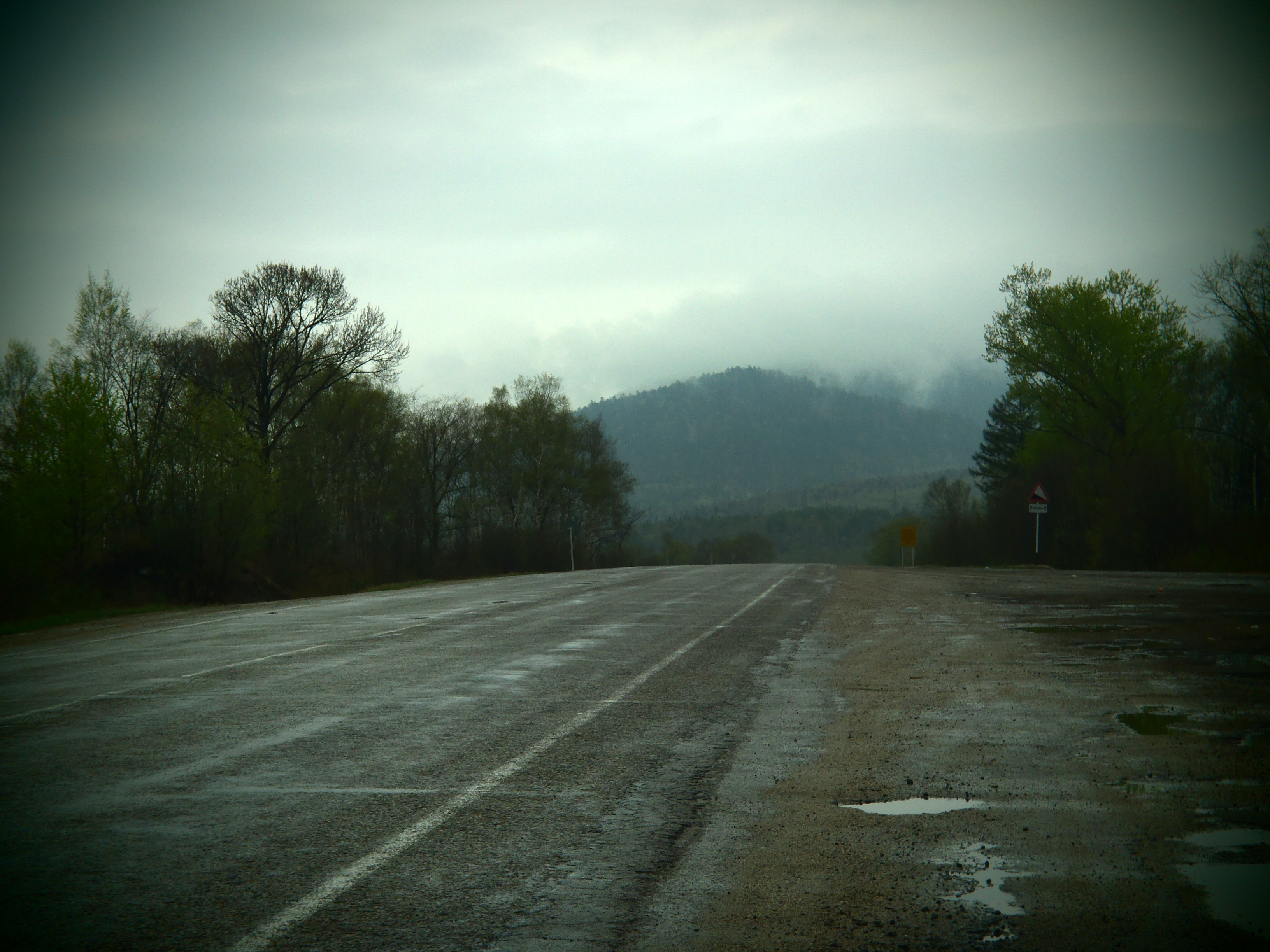
Col de Venkioukov.

- Choumnoïe, km 287
- Nijnié Loujki, km 268

Raïon de Kavalerovo, km 270
- Col Iablotchni, km 271Col de Venkioukov.
- Col de Venioukov (ru), km 280
- Roudny, km 286

- Entrée dans Kavalerovo, km 291
- Rivière Kavalerovka, km 294
- Sortie de Kavalerovo, km 297
- Intersection avec la 05N-131 vers Olga, Lazo et Partizansk, km 298
- Gornoretchenski, km 299
- Rivière Vyssokogorskaïa, km 307
- Vyssokogorsk, km 330

Okroug urbain de Dalnegorsk, km 341
- Col de Vyssokogorsk (ru), accès vers la grotte de Tchertovy Vorota, km 341Col de Vysskogorsk.
- Entrée dans Dalnegorsk, km 355
- Rivière Roudnaïa, km 355
- Sortie de Dalnegorsk, km 368
- Rivière Roudnaïa, km 371
- Sadovoïe, km 372
- Rivière Roudnaïa, km 373
- Serjantovo, km 382
- Monomakhovo, km 389

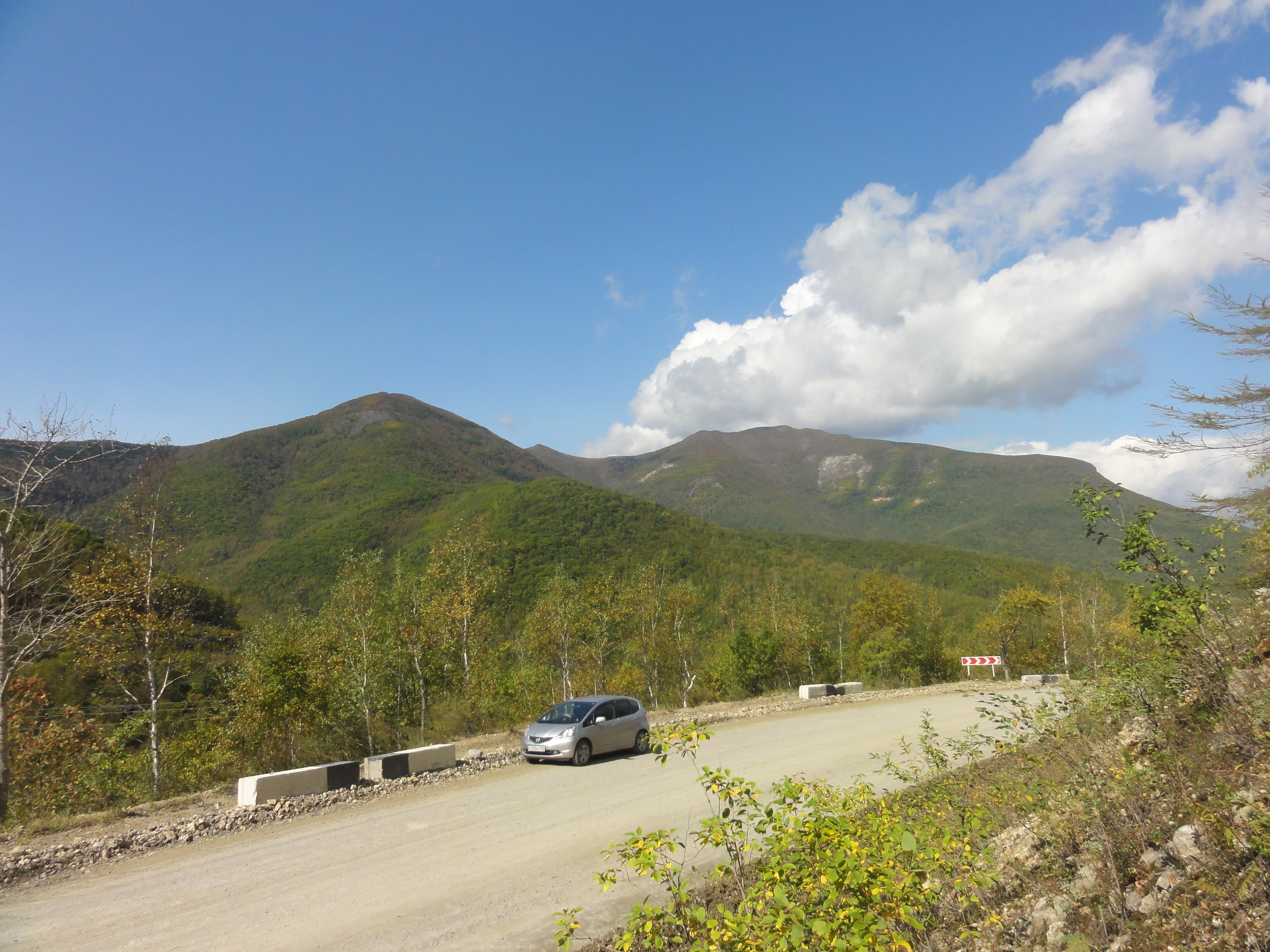
Col de Vysskogorsk.

- Roudnaïa Pristan (arrivée à), km 393
- Fin de la route, qui est prolongée par la 05K-442 vers Plastoun et Terneï, km 394[note 1]

### Note
1. ↑  La route étant constamment en reconstruction, les kilomètres entre les villages changent chaque année. Distances calculées via Google Maps.